# Candiwulan
Candiwulan este un sat din Indonezia. Are o populație de 2.099 locuitori.